# Sacropop
Sacropop (auch: Sakropop) bezeichnet einen Teil der Kirchenmusik der Gegenwart, die von Jazz, Folklore, Beat und Popmusik beeinflusst wurde. Sacro steht dabei für „heilig“ und Pop als Abkürzung für „Populäre Musik“.

## Begriff
Sacropop wird häufig als Synonym für das Neue Geistliche Lied (NGL) verwendet, deckt jedoch nur eine Teilbereich des Neuen Geistlichen Liedes ab. Dieser Teilbereich kann aber als Mainstream des NGL bezeichnet werden, da alle anderen Unterarten eigens benannt werden (z. B. Taizé-Lieder, Lobpreislieder, religiöse Kinderlieder etc.). Der Begriff Sacropop geht auf das Umfeld des deutschen Komponisten Peter Janssens zurück. Ein Mitarbeiter des Goethe-Instituts verwendete das Wort Sacropop zum ersten Mal 1971 in Kolumbien anlässlich eines Gastspiels von Janssens. Sacropop ist also eine Komposition im Stil der Popmusik mit christlichem bzw. religiösem Text.
Musiktheoretisch gibt es jedoch keine geistliche Art und Weise, Popularmusik vorzutragen. Zu jedem Text kann auch jede Art von Popularmusik gespielt werden. Sacro oder „geistlich ist für die Definition von Popularmusik nicht von Belang“, stellt Michael Schütz fest.
In Deutschland wurde der Begriff erstmals 1972 bei dem Musical Menschensohn von Peter Janssens und Karl Lenfers verwendet (Untertitel: Ein Sacro-Pop-Musical) und erlangte durch die Vermarktung auf Tonträgern große Bekanntheit. Beim Deutschen  Evangelischen Kirchentag 1973 wurde Sacropop in der kirchlichen Öffentlichkeit noch bekannter.
Viele Autoren und Bands verwenden die Bezeichnung Sacropop anstelle von NGL. Einige Beispiele sind:
- Fritz Baltruweit: Sacropop in der Sackgasse? In: Musik und Kirche, 1982, Jahrgang 52, S. 66–75; ISSN 0027-4771.
- Gisela Esser: Sacropop – im Gottesdienst und Unterricht. In: Katechetische Blätter., 1994, Jahrgang 119, Heft 1, S. 38–42; ISSN 0342-5517.
- Andreas Marti (u. a.): Madonna trifft Joh. Seb. Bach: (Sacro)Pop und Kirchenmusik im Widerstreit (Tagungsbericht). In: Musik & Gottesdienst, 1991,  Jahrgang 45, Nr. 3, S. 129–133; ISSN 1015-6798.[4]
- Hermann Schulze-Berndt: Sacro-Pop und Gospel-Rock: Singe, wem Gesang gegeben. In: Im Dienst der Kirche, 1984, Band 65, Heft 4, S. 184; ISSN 0939-4656.

Vor allem im Umfeld der Künstlergruppe monochrom wird seit mehreren Jahren über Sacro-Pop geforscht, eine große Sammlung an Liedgut konnte gesammelt werden. Frank A. Schneider, Mitglied der Gruppe, analysiert Sacropop wie folgt:

„Der »Schwund an jugendlichen Gottesdienstbesuchern« wurde in den 1970er Jahren meist mit der »Ausgrenzung der Lebenswelt von Jugendlichen« aus dem Gottesdienstgeschehen erklärt. Um sie zu erreichen, mussten die Amtskirchen einen (Schein-)Frieden mit Rockmusik und Popkultur schließen. Die Geschichte des Sakropop berichtet von der langen, zähen und tragikomischen Integration von Pop in die Kirche. Sakropop ist »neue Kirchenmusik mit Stilmitteln moderner Popularmusik«, so Peter Bubmann, der Diedrich Diederichsen der Szene. Er hat die zahllosen Widersprüche zwischen religiösem Dogmatismus und popkulturellem Freiheitsversprechen in sich aufgenommen und in eine adäquate Form gebracht: die möglicherweise am weitesten entfremdete Form von Pop überhaupt.“